# Bioestratigrafia
Bioestratigrafia é o ramo da estratigrafia que se concentra em correlacionar e atribuir idades relativas de estratos rochosos usando os conjuntos fósseis contidos neles. O objetivo primário da bioestratigrafia é a correlação, demonstrando que um determinado horizonte em uma seção geológica representa o mesmo período de tempo que outro horizonte em uma seção diferente. Fósseis dentro desses estratos são úteis porque sedimentos da mesma idade podem parecer completamente diferentes, devido a variações locais no ambiente sedimentar. Por exemplo, uma seção pode ter sido feita de argila emargas, enquanto outro tem calcários mais calcários. No entanto, se as espécies fósseis registradas forem semelhantes, é provável que os dois sedimentos tenham sido depositados na mesma época. Idealmente, esses fósseis são usados para ajudar a identificar as biozonas, pois constituem as unidades básicas de bioestratigrafia e definem os períodos geológicos com base nas espécies fósseis encontradas em cada seção.
Os conceitos básicos dos princípios bioestratigráficos foram introduzidos há muitos séculos, remontando ao início do século XIX. Um cientista e bispo dinamarquês chamado Nicolas Steno foi um dos primeiros geólogos a reconhecer que as camadas rochosas se correlacionam com a Lei da Superposição. Com os avanços da ciência e da tecnologia, no século 18 começou a ser aceito que os fósseis eram restos deixados por espécies que morreram e foram preservadas no registro rupestre. O método foi bem estabelecido antes de Charles Darwin explicar o mecanismo por trás dele - evolução. Os cientistas William Smith, George Cuvier e Alexandre Brongniart chegou à conclusão de que os fósseis indicavam então uma série de eventos cronológicos, estabelecendo camadas de estratos rochosos como uma espécie de unidade, posteriormente denominada biozona. A partir daqui, os cientistas começaram a relacionar as mudanças nos estratos e biozonas com diferentes eras geológicas, estabelecendo limites e períodos de tempo dentro das principais mudanças faunísticas. No final do século XVIII, os períodos Cambriano e Carbonífero foram reconhecidos internacionalmente devido a essas descobertas. Durante o início do século 20, os avanços na tecnologia deram aos cientistas a capacidade de estudar o decaimento radioativo. Usando essa metodologia, os cientistas conseguiram estabelecer o tempo geológico, os limites das diferentes eras (Paleozóico, Mesozóico, Cenozóico), bem como os Períodos (Cambriano, Ordoviciano, Siluriano) por meio dos isótopos encontrados em fósseis por meio de decaimento radioativo. Os usos atuais da bioestratigrafia no século 21 envolvem interpretações da idade das camadas rochosas, que são usadas principalmente pelas indústrias de petróleo e gás para fluxos de trabalho de perfuração e alocação de recursos.